# Funcție în scară
Vom considera pentru început funcții definite pe un interval deschis mărginit {\displaystyle I=(a,b)} cu {\displaystyle a,b\in \mathbb {R} ,a<b}.
Definiție. Funcția {\displaystyle s:(a,b)\rightarrow \mathbb {R} } se zice funcție în scară (sau etajată) pe intervalul {\displaystyle I=(a,b)}, dacă există o diviziune
{\displaystyle (d)a=t_{0}<t_{1}<\cdots <t_{k-1}<t_{k}<\cdots <t_{n}=b}
a intervalului {\displaystyle I=(a,b)} încât {\displaystyle f} este constantă pe fiecare dintre intervalele {\displaystyle I_{j}=(t_{j-1},t_{j}),j=1,2,\cdots n.}
Să notăm cu {\displaystyle S_{I}} mulțimea funcțiilor în scară pe intervalul {\displaystyle I}. Din definiția precedentă rezultă că dacă {\displaystyle s\in S_{I}} atunci există {\displaystyle c_{1},c_{2},\cdots ,c_{n}\in \mathbb {R} } încât 
{\displaystyle s(t)=c_{1}\phi _{I_{1}}(t)+c_{2}\phi _{I_{2}}(t)+\cdots +c_{n}\phi _{I_{n}}(t),\forall t\in \bigcup _{j=1}^{n}I_{j},}
unde {\displaystyle \phi _{I_{j}}} se notează funcția caracteristică a intervalului {\displaystyle I_{j}=(t_{j-1},t_{j}).}, adică funcția.
Remarcăm că în punctele {\displaystyle t_{1},t_{2},\cdots }, Tabela{\displaystyle _{n-1}} funcția s poate fi definită în mod arbitrar.
Remarcă. Din definiția de mai sus rezultă că orice funcție în scară este continuă aproape peste tot⁠(d) (căci mulțimea punctelor sale de discontinuitate este finită).
Definiție 2. Numărul real
{\displaystyle \int _{I}s(t)dt=\sum _{j=1}^{n}c_{j}(t_{j}-t_{j-1})}
se numește integrala Lebesque a funcției în scară {\displaystyle s} pe intervalul {\displaystyle I=(a,b)}.
În continuare vom mai nota
{\displaystyle \int _{I}s(t)dt=\int _{a}^{b}s(t)dt}
Exemplu. Funcția {\displaystyle sign:(-1,1)\rightarrow \mathbb {R} } este o funcție în scară pe {\displaystyle I=(-1,1)} și 
{\displaystyle \int _{-1}^{1}signtdt=-1+1=0}
Facem notațiile : 
{\displaystyle s^{+}={\frac {s+|s|}{2}},s^{-}{\frac {|s|-s}{2}},s_{1}\vee s_{2}=max\{s_{1},s_{2}\},s_{1}\wedge s_{2}=min\{s_{1},s_{2}\}}.
Teoremă. Dacă {\displaystyle s_{1},s_{2},s_{3}:I\rightarrow \mathbb {R} } sunt funcții în scară pe {\displaystyle I=(a,b)} și {\displaystyle \alpha _{1},\alpha _{2}\in \mathbb {R} }   atunci   {\displaystyle \alpha _{1}s_{1}+\alpha _{2}s_{2},|s_{1}|,s_{1}^{+},s_{1}^{-},s_{1}\vee s_{2},s_{1}\wedge s_{2}\in S_{I}}   și
{\displaystyle (i)\int _{I}(\alpha _{1}s_{1}+\alpha _{2}s_{2})(t)dt=\alpha _{1}\int _{I}s_{1}(t)dt+\alpha _{2}\int _{I}s_{2}(t)dt};
{\displaystyle (ii)|\int _{I}s(t)dt|\leq \int _{I}|s(t)|dt};
{\displaystyle (iii)s_{1}\leq s_{2}a.p.t\rightarrow \int _{I}s_{1}(t)dt\leq \int _{I}s_{2}(t)dt};
{\displaystyle (iv)\forall _{c}\in \rightarrow s\in S_{(}a,c)\bigcap S(c,b)}  și  {\displaystyle \int _{I}s(t)dt=\int _{a}^{c}s(t)dt+\int _{c}^{b}s(t)dt}